# Madame Maigrets Freundin
Madame Maigrets Freundin (französisch: L’amie de Mme Maigret) ist ein Kriminalroman des belgischen Schriftstellers Georges Simenon. Er ist der 34. Roman einer Reihe von insgesamt 75 Romanen und 28 Erzählungen um den Kriminalkommissar Maigret. Der Roman entstand vom 13. bis 22. Dezember 1949 in Carmel-by-the-Sea und wurde im Mai 1950 vom Pariser Verlag Presses de la Cité veröffentlicht. Die erste deutsche Übersetzung Frau Maigret als Detektiv von Hansjürgen Wille und Barbara Klau publizierte 1954 Kiepenheuer & Witsch. Im Jahr 1979 gab der Diogenes Verlag eine Neuübersetzung von Roswitha Plancherel unter dem Titel Madame Maigrets Freundin heraus.
Bei einem Zahnarztbesuch macht Madame Maigret die Bekanntschaft einer jungen Mutter, die ihren kleinen Sohn ihrer Obhut anvertraut, während sie für Stunden verschwunden bleibt und anschließend überstürzt flüchtet. Zu ihrem Kummer verpasst Madame Maigret dadurch nicht nur ihren Zahnarzttermin, sondern lässt auch das Mittagessen ihres Mannes anbrennen. So fahndet Kommissar Maigret, der sich eigentlich um einen brisanten Mordfall zu kümmern hätte, amüsiert nach Madame Maigrets Freundin.

## Inhalt

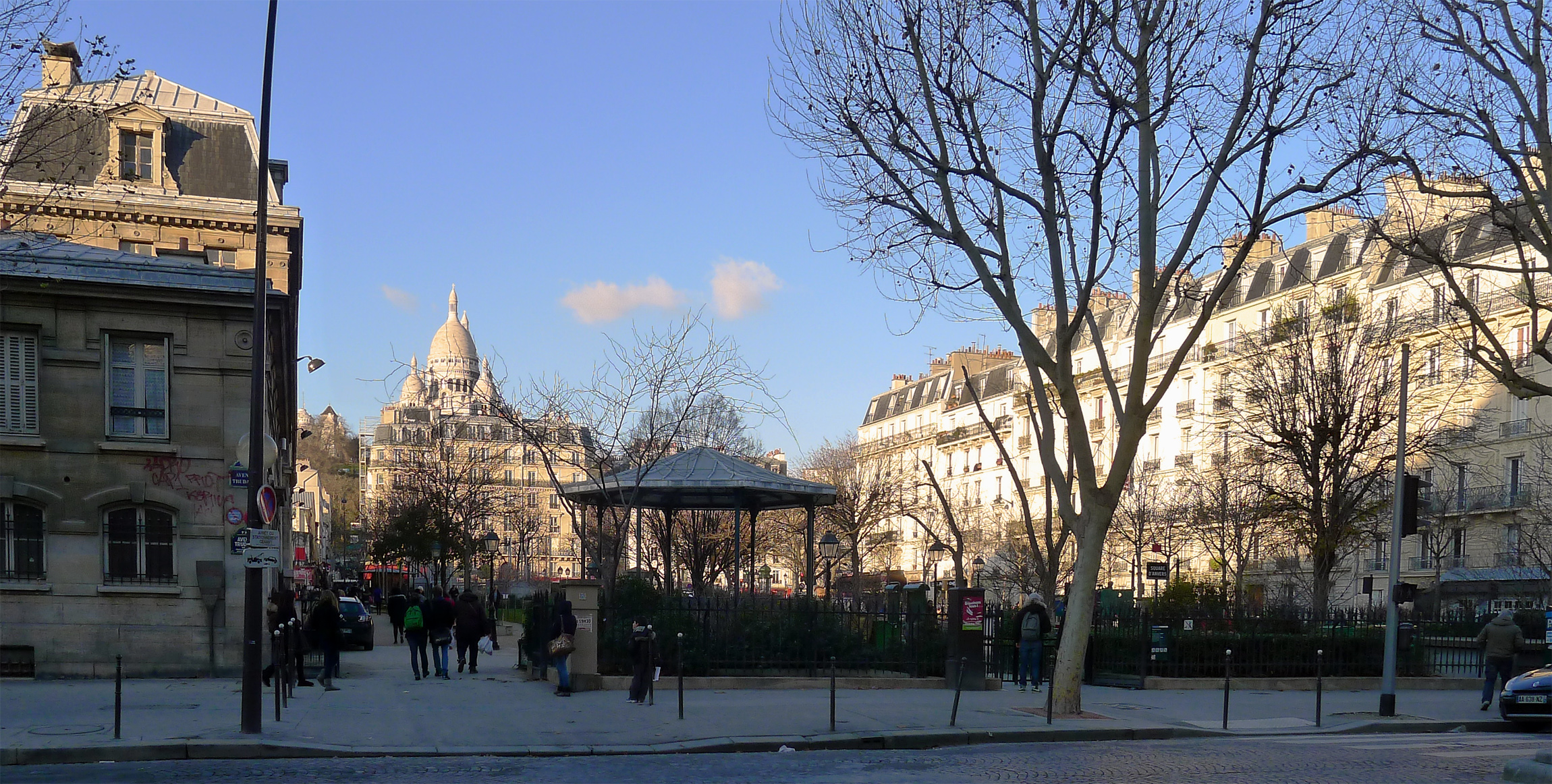
Place und Square d’Anvers im 9. Arrondissement

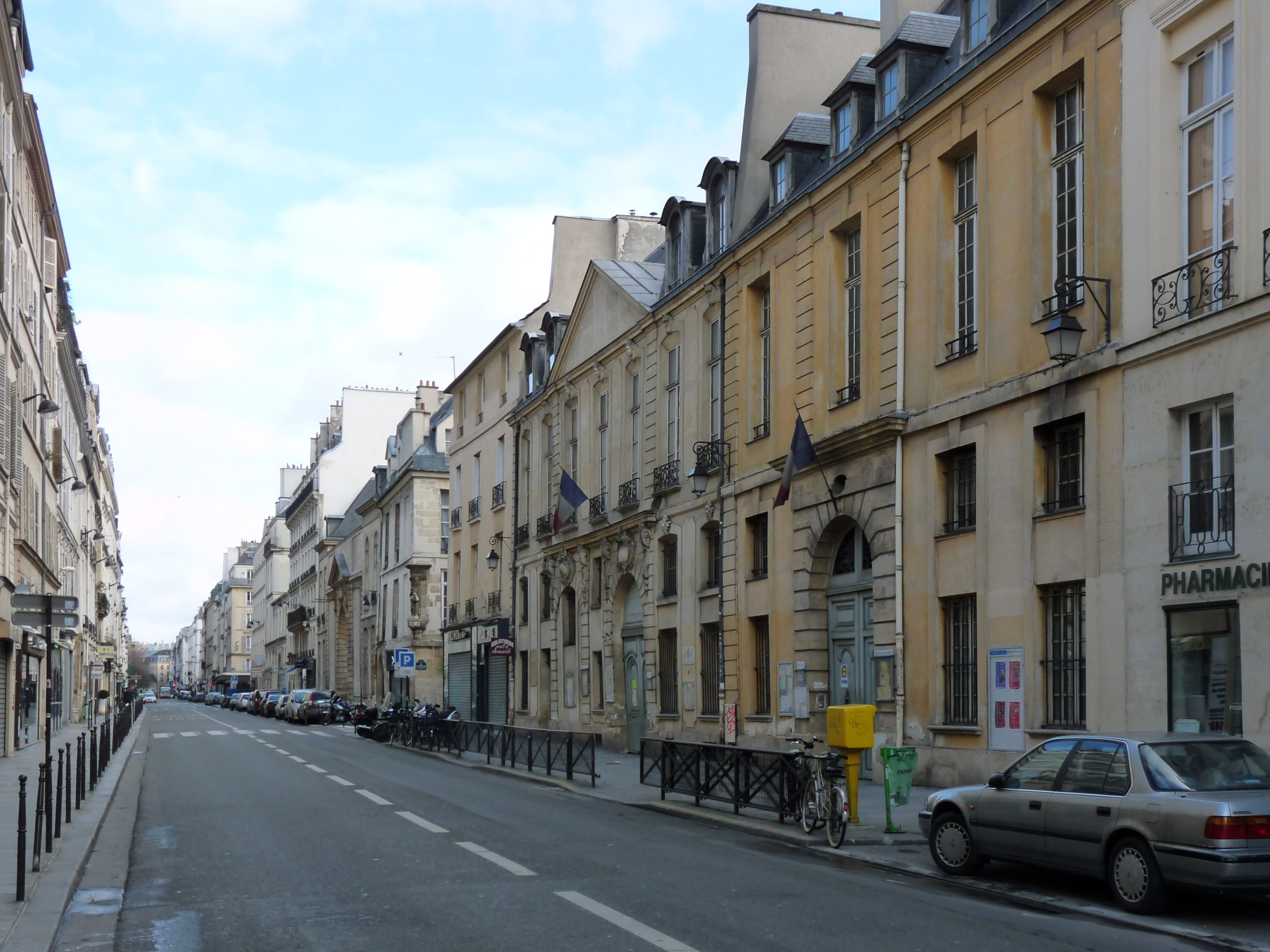
Rue de Turenne in Paris

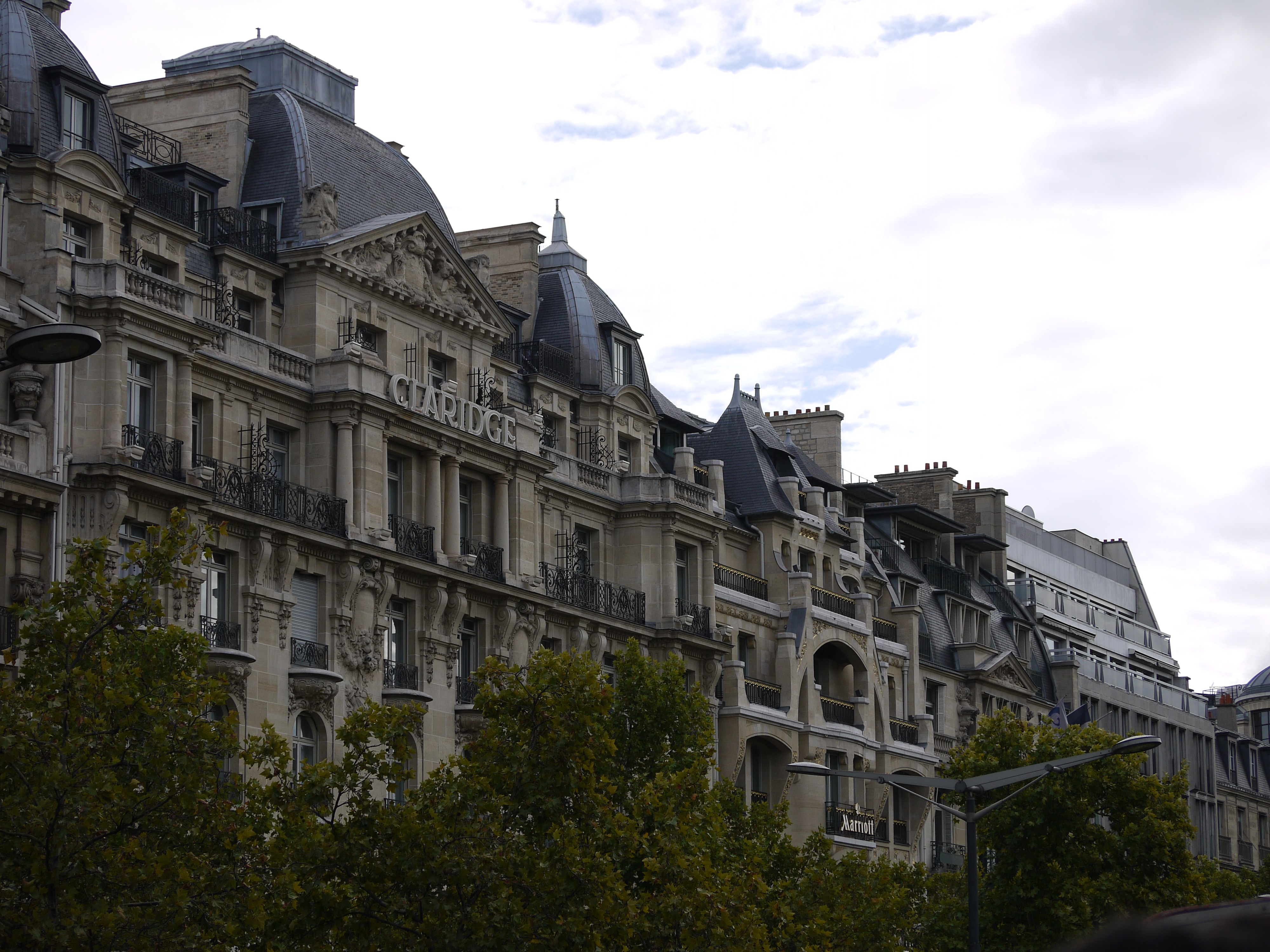
Hôtel Claridge an der Avenue des Champs-Élysées

Es ist März in Paris. Bereits seit drei Wochen beißt sich der gesamte Quai des Orfèvres an einem angeblichen Mordfall die Zähne aus. Ein anonymer Brief beschuldigt den flämischen Buchbinder Frans Steuvels, im Heizkeller seines Hauses an der Rue de Turenne eine menschliche Leiche verbrannt zu haben. Tatsächlich findet Inspektor Lucas im Heizofen zwei menschliche Zähne. Ein auffälliger Koffer, den sein junger Kollege Lapointe zuvor gesehen haben will, ist bei der Hausdurchsuchung jedoch verschwunden. Der verhaftete Buchbinder schweigt, sein aggressiver Anwalt Philippe Liotard führt in der Presse einen Feldzug gegen Polizei und Justiz, und während Lucas den bislang ergebnislosen Einsatz des Reviers koordiniert, bedauert Kommissar Maigret, dass seine gewohnte, bedächtige Methode wegen des öffentlichen Wirbels nicht anwendbar ist.
In dieser verfahrenen Situation ist es ausgerechnet Madame Maigret, die den Ermittlungen neue Impulse gibt. Wegen einer Zahnbehandlung fährt sie seit Tagen regelmäßig an die Place d’Anvers, wo sie beim Warten in der Märzsonne die Bekanntschaft einer jungen Frau gemacht hat, die auf der Parkbank ebenso regelmäßig ihr kleines Kind beaufsichtigt. Eines Tages verlässt die Bekannte überstürzt den Park, nachdem sie ihre Banknachbarin gebeten hat, auf ihren Jungen aufzupassen. Die pflichtbewusste Madame Maigret harrt ungeduldig aus und verpasst so nicht nur ihren Zahnarzttermin, sondern lässt auch das Mittagessen für ihren Gatten verkohlen. Als die Mutter zurückkehrt, hat sie kein Wort der Erklärung, sondern zerrt ihr Kind hektisch in ein Taxi und bleibt seit jenem Tag verschwunden.
Amüsiert gönnt sich Kommissar Maigret eine Pause in seinen Ermittlungen und fahndet nach der jungen Frau, die Madame Maigret in solche Kalamitäten gebracht hat. Doch als sich herausstellt, dass sie samt ihrem Geliebten, einem feisten Mann namens Levin, mit Alfred Moss gesehen wurde, einem ehemaligen Clown und Kleinkriminellen, erhält die Fahndung unerwartete Brisanz, denn Moss ist der Bruder des Buchbinders. Auf eigene Faust sucht Madame Maigret nach dem Hut ihrer verschwundenen Banknachbarin und findet eine Spur, die zum Hôtel Claridge an der Avenue des Champs-Élysées führt, wo die junge Frau unter dem Namen Gloria Lotti als Zofe der Gräfin Panetti angestellt war. Die Gräfin ist seit einigen Wochen ebenso verschwunden wie ihr Schwiegersohn, der Ungar Krynker.
Nachdem Maigret seinem Gegenspieler Liotard einen Verstoß gegen die anwaltlichen Standesregeln nachweisen kann, weil dieser den Koffer des Buchbinders mitsamt der enthaltenen Druckplatten verschwinden ließ, steht der Anwalt dem Geständnis seines Mandanten nicht länger im Wege, um das Fernande Steuvels ihren Gatten anfleht. Frans Steuvels verdiente sich heimlich seit zwei Jahren ein Zubrot, indem er für seinen Bruder falsche Pässe druckte. Eines Abends tauchte Moss mit Levin und Krynker bei ihm auf, um einen Pass für den Ungarn zu fälschen. Die drei befanden sich auf der Flucht, nachdem sie gemeinschaftlich die Gräfin Panetti beraubt und getötet hatten. Als der Schwiegersohn die Nerven verlor, erschoss ihn Levin und verbrannte Krynkers Leiche gemeinsam mit den flämischen Brüdern im Ofen. Zwar führte der Qualm zur Anzeige eines Nachbarn, doch Levin und Moss tauchten nach Steuvels’ Festnahme unter, und erst die Bekanntschaft Madame Maigrets mit Gloria Lotti trieb sie aus ihrem Versteck. Ein Foto in der Zeitung enthüllte Levin die Identität von Glorias neuer Freundin, woraufhin er den Kommissar auf ihrer Fährte wähnte und sich zu jener überstürzten Flucht hinreißen ließ, die das Ehepaar Maigret erst auf die Räuberbande aufmerksam machte.

## Interpretation
Laut Jean-Claude Vantroyen kreist der gesamte Roman um Madame Maigret. Sie eröffnet die Handlung, in der es ohne sie zwar einen Mord, aber keine Spur gäbe. Mit ihrem weiblichen Spürsinn erspäht sie die eleganten Schuhe ihrer Parkbekanntschaft, die nicht zu ihrer einfachen Aufmachung passen, und sie begibt sich ohne Wissen ihres Mannes auf die Suche nach dem extravaganten weißen Hut, die sie durch zahlreiche Hutgeschäfte von Paris führt. Für Stanley G. Eskin wird Madame Maigret im Roman „zur charmanten Amateurdetektivin“. Maigrets gewöhnlich eher zurückhaltende Gattin ist zwar in der Serie durchgehend präsent, aber Murielle Wenger zählt nur drei weitere Romane auf, in denen die Elsässerin eine tragende Rolle bei den Ermittlungen ihres Mannes spielt: Maigret amüsiert sich, Maigret und der Clochard und Maigret und das Gespenst. Gänzlich ungewöhnlich für die Reihe ist auch, dass Kommissar Maigret nicht bereits im ersten Abschnitt des Romans in die Handlung eingreift. Dieser bleibt in Madame Maigrets Freundin völlig den Abenteuern seiner Frau vorbehalten.
Neben Madame Maigret hat noch eine zweite zentrale Figur der Reihe einen wichtigen Auftritt: Zum ersten Mal ermittelt der junge Inspektor Lapointe in Maigrets Team an der Seite seiner Kollegen Lucas, Janvier und Torrence. Mit gerade einmal 24 Jahren ist Lapointe noch so frisch am Quai des Orfèvres, dass er sich nicht traut, den Kommissar vertraulich „Chef“ zu nennen. Doch der junge Inspektor brennt vor Ehrgeiz, es in Maigrets Brigade zu etwas zu bringen. Es ist Lapointe zu verdanken, dass der verschwundene Koffer, in dem sich die Utensilien für Steuvels’ Passfälscherei befinden, in den Fokus der Ermittlung gerät, und er ist es selbst, der ihn am Ende in einer nicht ganz legalen Aktion sicherstellen darf. Lapointe wird in den folgenden Romanen zum bevorzugten Inspektor Maigrets, zu dem der kinderlose Kommissar eine beinahe väterliche Beziehung entwickelt. Bereits in Maigret und die Tänzerin wird der junge Mann erneut eine wichtige Rolle spielen und sich, nachdem er in Madame Maigrets Freundin der Damenwelt noch reserviert gegenüberstand, zum ersten Mal verlieben.
Für Tilman Spreckelsen sind es keine Personen, die im Mittelpunkt des Romans stehen, sondern Zähne in allen Variationen. Erst sind die im Ofen gefundenen Zähne die einzigen Indizien des Mordes, dann führen Madame Maigret ihre Zahnschmerzen zu regelmäßigen Terminen beim Zahnarzt, bei denen sie eine erste Spur der Mörder entdeckt. Schließlich zeigt auch der Verdächtige beim Verhör sein Gebiss vor. Auf einen früheren Roman verweist die Episode in Concarneau, wo Maigret und der gelbe Hund spielte. Dieses Mal steigt ein Inspektor im Gasthaus zum Gelben Hund ab. Der Spitzname „Der Große Turenne“, den der kleine Inspektor Lucas im Roman aufgrund seiner koordinierenden Tätigkeit zum Mordfall in der Rue de Turenne erhält, bezieht sich auf den französischen Feldherren Henri de La Tour d’Auvergne, vicomte de Turenne. Maigrets Verständnis für seine Mitmenschen, das auch die Verbrecher einschließt, zeigt sich, als er der Verblüffung des Untersuchungsrichters wegen der Beteiligung eines Kindes entgegnet: „Anders als man manchmal vielleicht meint, sind Übeltäter wie andere Menschen auch imstande, Kinder zu haben und sie zu lieben.“

## Rezeption
Jean-Claude Vantroyen fasste in der belgischen Tageszeitung Le Soir zusammen, dass sich der Roman Madame Maigrets Freundin um das Auffinden zweier Zähne und die Suche nach einem weißen Hut dreht und dass der Kommissar das Rätsel wie üblich löst. Doch er tue mehr als das: „Er offenbart die Protagonisten.“ Der Fall sei bei Simenon stets „ein Fotoentwickler, ein Lackmuspapier, das die unerwartete Wahrheit der Personen ans Licht bringt.“ Für Michel Lemoine handelte es sich jedenfalls um ein faszinierendes Drama, das von Kapitel zu Kapitel springt, den Leser bis in den Morgen wachhält und ihn gleichermaßen mit Begeisterung und Ärger über die durchwachte Nacht zurücklässt.
Die New York Times fand im Roman „mehr Polizeiarbeit als gewöhnlich“, einen Kommissar Maigret, der „weniger als einsamer Wolf und mehr als Polizeibeamter“ agiere und einen Plot, der „verschachtelt“ und „schwer zu verfolgen“ sei. Die guten Nebenrollen und liebenswerten Pariser Örtlichkeiten machten den Roman jedoch zu einem der besseren Simenons. Für Publishers Weekly war die Geschichte „lockerer in seiner Handlung als die anderen Maigret-Krimis“, biete aber wie diese „eine überzeugende Beschwörung der Welt seines Helden“. Kirkus Review besprach den Roman gleich doppelt, der „trotz einiger loser Enden und unaufgelöster Indizien“ lesenswert sei. Es gebe jedoch „zu viele unentwickelte Figuren, zu viele verwirrende Handlungsverästelungen“, und die Geschichte lasse „die Klarheit, den Kniff und die psychologische Durchdringung seiner besten Arbeiten vermissen.“
Für die Literaturzeitschrift Welt und Wort war Madame Maigrets Freundin ebenso wie Maigret, Lognon und die Gangster „sauber und spannend erzählt“. Besonders hervorgehoben wurden „die mit knappen Mitteln erzielte Verlebendigung eines typisch französischen Milieus“ und die Kunst, „das individuell Menschliche in den Vordergrund zu rücken“. Hans Reimann dagegen fand die Geschichte „nett erzählt, aber fade wie ungesalzener, mit Wasser zubereiteter Kartoffelpaps.“ Tilman Spreckelsen jedenfalls hatte „[s]elten einen so melancholischen Hauptverdächtigen gesehen“, der sich in der Untersuchungshaft die Zeit mit den sieben Bänden von Marcel Prousts Auf der Suche nach der verlorenen Zeit vertreibt.
Die Romanvorlage wurde viermal im Rahmen von Fernsehserien um den Kommissar Maigret verfilmt. Die Titelrolle spielten Rupert Davies in Maigret (Großbritannien, 1962), Kees Brusse (Niederlande, 1965), Jean Richard in Les Enquêtes du commissaire Maigret (Frankreich, 1977) und Kinya Aikawa (Japan, 1978).
Im Jahr 1957 produzierte der WDR unter dem Titel Frau Maigret als Detektiv eine Hörspielbearbeitung von Otto Bielen. Unter der Regie von Otto Kurth sprachen unter anderem Leonard Steckel (Maigret), Trude Meinz (Frau Maigret), Wilhelm Pilgram, Horst Breitkreuz und Karl Heinz Bender.

## Ausgaben
- Georges Simenon: L’amie de Mme Maigret. Presses de la Cité, Paris 1951 (Erstausgabe).
- Georges Simenon: Frau Maigret als Detektiv. Übersetzung: Hansjürgen Wille, Barbara Klau. Kiepenheuer & Witsch, Köln 1954.
- Georges Simenon: Frau Maigret als Detektiv. Übersetzung: Hansjürgen Wille, Barbara Klau. Heyne, München 1966.
- Georges Simenon: Madame Maigrets Freundin. Übersetzung: Roswitha Plancherel. Diogenes, Zürich 1979, ISBN 3-257-20713-1.
- Georges Simenon: Madame Maigrets Freundin. Sämtliche Maigret-Romane in 75 Bänden, Band 34. Übersetzung: Roswitha Plancherel. Diogenes, Zürich 2008, ISBN 978-3-257-23834-1.